# ベリー (イングランド)
ベリー（英: Bury）は、イングランドのグレーター・マンチェスターにあるタウンで、ボルトンの東8.9km、ロッチデールの西南西9.5km、マンチェスターの北北西12.7kmに位置している。大都市ディストリクトのメトロポリタン・バラ・オブ・ベリーの中心エリアである。地元民の間では、オープンエアーの市場が評判で、タウンにマンチェスター・メトロリンクのトラムが導入されて以来、人気は上昇を続けている。

## スポーツ
- ベリーFC

## 姉妹都市
- - アングレーム, フランス
- - チュール, フランス
- - ショルンドルフ, ドイツ
- - ウッドベリー, ニュージャージー州, アメリカ合衆国
- - 大同市, 中国

## 出身人物
- イアン・ウォーレス - ミュージシャン
- ガリー・ネヴィル - サッカー選手
- ジョン・ケイ - 産業革命時代の発明家
- ダニー・ボイル - 映画監督
- フィリップ・ネヴィル - サッカー選手
- マット・ホランド - サッカー選手
- レジナルド・ハリス - 自転車競技選手
- ロバート・ピール - 政治家
- スコット・クィッグ - プロボクサー
- サイモン・イェーツ - 自転車競技（ロードレース）選手
- アダム・イェーツ -  自転車競技（ロードレース）選手